# تشارلي ماكارني
تشارلي ماكارني (بالإنجليزية: Charlie Macartney)‏ (و. 1886 – 1958 م) هو لاعب كريكت أسترالي، ولد في محافظة ميتلاند، توفي في Little Bay, New South Wales ‏، عن عمر يناهز 72 عاماً.

## التعليم
تعلم في Chatswood Public School ‏
.

## جوائز
حصل على جوائز منها:
لاعب كريكت ويسدن للسنة ‏